# Massillargues-Attuech
Massillargues-Attuech là một xã trong tỉnh Gard thuộc vùng Occitanie, phía nam nước Pháp. Xã Massillargues-Attuech nằm ở khu vực có độ cao trung bình 122 mét trên mực nước biển.